# Аксьоновське сільське поселення
Аксьо́новське сільське поселення (рос. Аксёновское сельское поселение) — муніципальне утворення у складі Лямбірського району Мордовії, Росія. Адміністративний центр — село Аксьоново.

## Населення
Населення — 1610 осіб (2019, 1745 у 2010, 1819 у 2002).

## Склад
До складу поселення входять такі населені пункти:
| Населений пункт | Населення, осіб (2002) | Населення, осіб (2010) |
| --------------- | ---------------------- | ---------------------- |
| Аксьоново, село | 1573                   | 1496                   |
| Інят, село      | 246                    | 249                    |